# كاسوكابي (سايتاما)
مدينة كاسوكابي (بالإنجليزية: Kasukabe)‏ هي أحد المدن التابعة لمحافظة سايتاما. تأسست رسميًا في 01/10/2005. ويقدر عدد سكانها بـ 236854 نسمة حسب تقدير مكتب الإحصاء الياباني لعام 2012. تبلغ مساحة كاسوكابي 65.98 كم2. بكثافة سكانية تبلغ 3590 نسمة/كم2.

## توأمة
لكاسوكابي (سايتاما) اتفاقيات توأمة مع كل من:
- ألش
- تسوشيما (1 سبتمبر 2004 - )
- كونان

## أعلام
- ريوسوكي كاواإنابا
- أراتا سوجياما
- هيساتو ساتو
- رامو توكاشيكي
- يوتو ساتو